# 初音ミクVision
『初音ミクVision』（はつねミクビジョン）は、2011年7月20日にポニーキャニオンより発売された、初音ミクなどVOCALOIDの関連の映像作品を収録したPV集。DVD1枚組。

## 概要
動画サイトで、初音ミク、鏡音リン・レン、巡音ルカといったVOCALOIDをボーカルに用いて発表された人気楽曲の動画作品20本が収録されている。収録している動画は、動画サイトで発表され人気を集めたものの他、yama_koによる「右肩の蝶」、マクーによる「Step to you」については本作のための書き下しとなっている。ジャケットイラストレーターはマクー。

## 収録曲
1. 初音ミクの消失 -DEAD END-
  - cosMo＠暴走P feat. 初音ミク（動画：金子翔）
2. 右肩の蝶
  - のりぴー feat. 鏡音リン（動画：yama_ko）
3. Sweet Devil
  - 8#Prince (八王子P) feat. 初音ミク（動画：わかむらP）
4. リモコン
  - じーざす（ワンダフル☆オポチュニティ！）feat.鏡音リン、鏡音レン（動画：ワンダフル☆オポチュニティ！）
5. Chaining Intention
  - Treow feat. 初音ミク（動画：まさたかP）
6. Step to you
  - 40mP feat. 初音ミク（動画：マクー)
7. 腐れ外道とチョコレゐト
  - ピノキオP feat. 初音ミク（動画：√Effect）
8. 左右 -みぎひだり-
  - koushirou（卑屈P） feat. 初音ミク
9. カロン
  - KulfiQ feat. 初音ミク（動画：とりっちょ）
10. リア充爆発しろ!
  - KAZU-k feat. 初音ミク（動画：えろ豆）
11. お断りします
  - さつき が てんこもり feat. 初音ミク（動画：あたたたP）
12. 初音ミクが円周率500桁覚えたようです。
  - daniwell feat. 初音ミク（動画：ミロ）
13. まるくなる
  - SHO（キセノンP） feat. 初音ミク（動画：SHO（キセノンP））
14. イーガー♥ビリーバー
  - アヒル軍曹P feat. 鏡音リン（動画：NEGI）
15. anger PV EDIT ver.11
  - Tripshots　feat. 初音ミク（動画：Tripshots）
16. アンチクロロベンゼン
  - オワタP feat. 鏡音リン（動画：三重の人）
17. アドレサンス
  - Dios/シグナルP feat. 鏡音リン、鏡音レン（動画：GlassCore feat. MTRA）
18. モノクロ∞ブルースカイ
  - のぼる↑ feat. 初音ミク（動画：2D）
19. トエト
  - トラボルタ feat. 巡音ルカ（動画：ブラザーP）
20. glow
  - keeno feat. 初音ミク（動画：ねるどら）